# Heinrich Foelix (Maler, 1732)

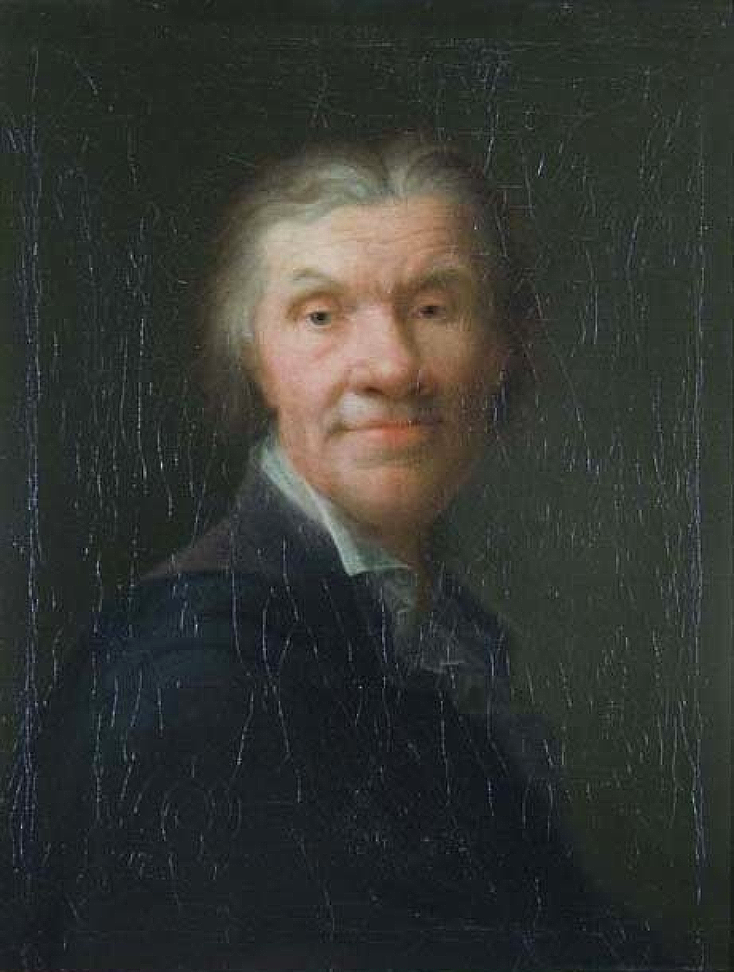
Heinrich Foelix, Selbstporträt 1801, Mittelrhein-Museum Koblenz

Heinrich Foelix (* 1732, vermutlich in Pfaffendorf oder Neuendörfchen bei Ehrenbreitstein; † 5. April 1803 in Koblenz) war ein kurtrierischer Hofmaler in Ehrenbreitstein bei Koblenz.

## Leben
Foelix war Sohn des kurtrierischen Amtsboten Johann Conrad Foelix (1682–1763) und dessen Frau Veronika (1696–1771). Am kurtrierischen Hof in Ehrenbreitstein ist er im Alter von 23 Jahren als Porträtmaler des Kurfürsten Franz Georg von Schönborn greifbar. Für seinen Dienstherrn schuf er mehrere Bildnisse, unter anderem 1755 das mit 2,80 × 1,80 Meter überlebensgroße Repräsentationsbildnis des fülligen Kurfürsten, das heute im Ratssaal des Koblenzer Rathauses hängt. Dessen Nachfolger Johann IX. Philipp von Walderdorff ließ dem jungen Maler bald nach dem Amtsantritt im Jahr 1756 eine Ausbildungsreise nach Paris angedeihen. 1758 war er wieder in Ehrenbreitstein, spätestens 1775 erhielt er den Titel eines Hofmalers.

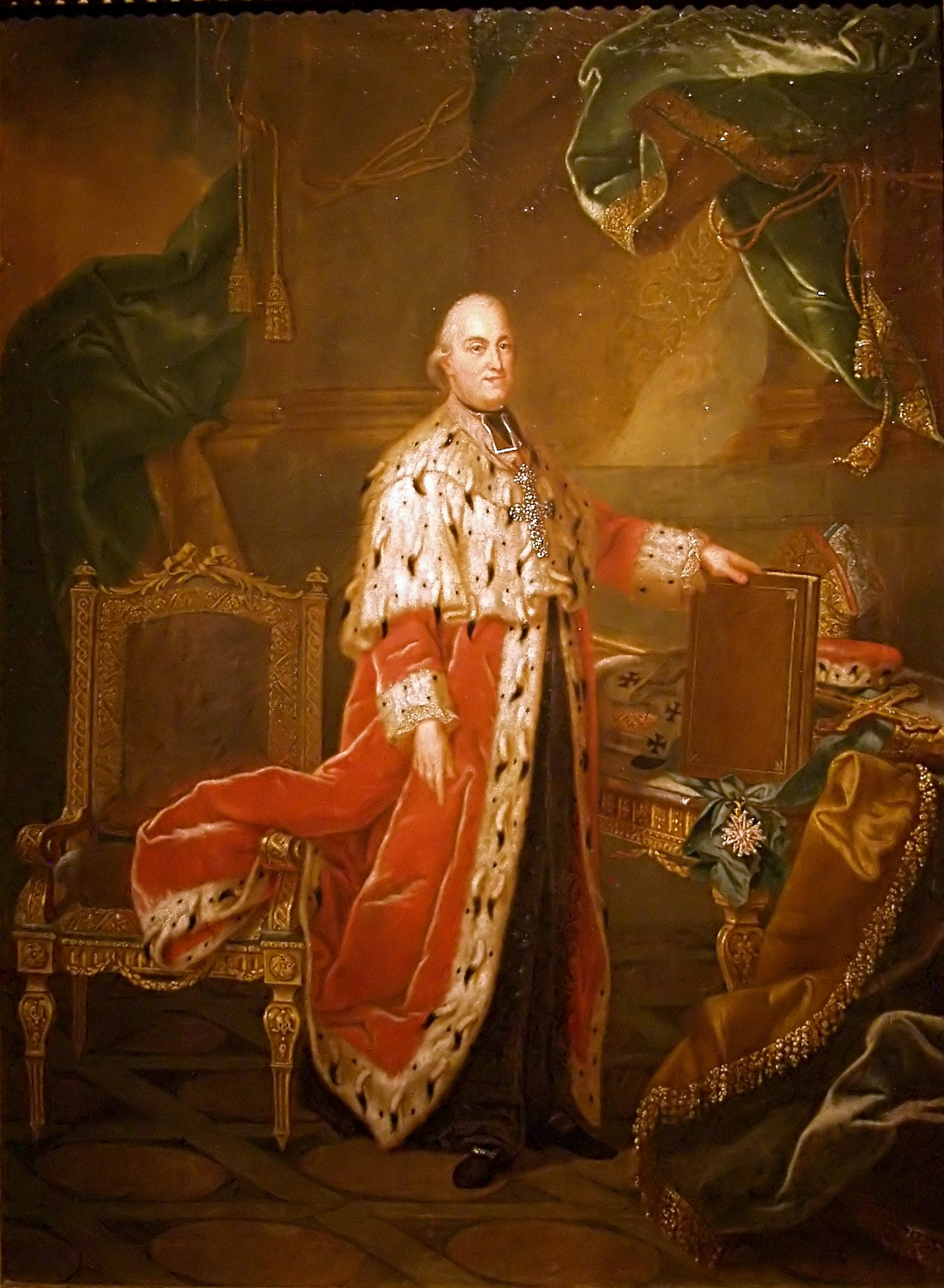
Clemens Wenzeslaus von Sachsen, Herrscherbildnis um 1776, Essener Domschatz

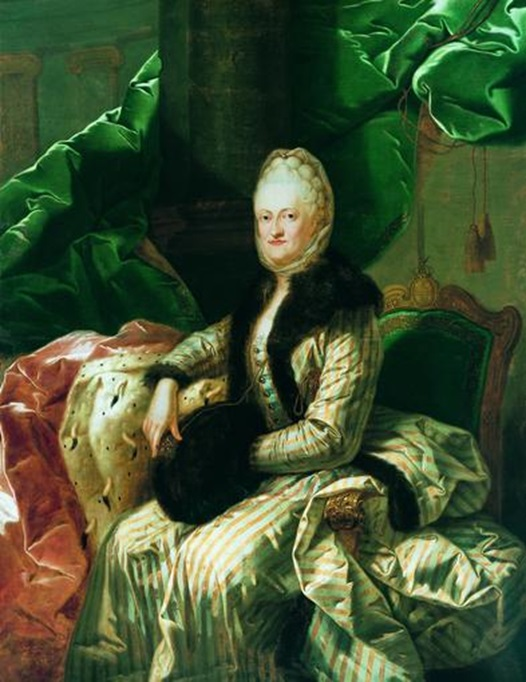
Maria Kunigunde von Sachsen, 1774, Stadtmuseum Simeonstift Trier

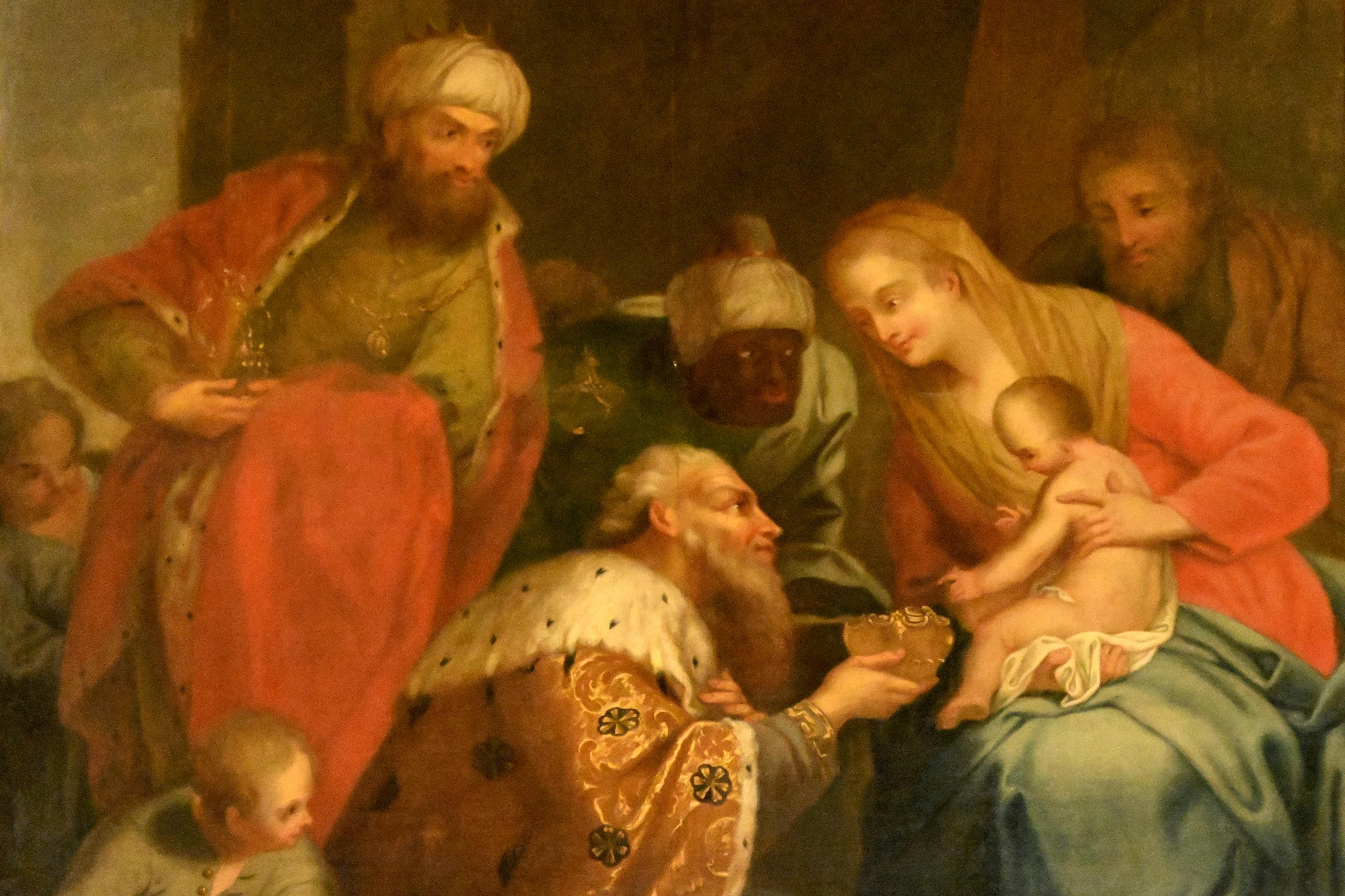
Anbetung der Könige, Pfarrkirche St. Josef Stadtkyll

Neben Repräsentations- und Herrscherbildnissen, die einem Schema der französischen Porträtmalerei am Hofe Ludwig XIV. folgten, schuf er eine Reihe von bürgerlichen Porträts, in denen seine malerischen Qualitäten durch eine individuellere Physiognomie der Porträtierten stärker zum Ausdruck kommen. Beispiele hierfür sind das Porträt der Hofsängerin Charlotte Johanna Bréviller (um 1780), Bildnis des Bildhauers Johann Sebastian Barnabas Pfaff (1786), das Porträt des Ehepaars Clara und Petrus Lang (um 1790) und der Katharina Dorothea Roentgen (1792), das Bildnis des Koblenzer Kaufmanns Kannengießer (1794) und sein Selbstporträt (1801).
Zusammen mit Januarius Zick, mit dem er befreundet und der ihm ein Lehrer war, beteiligte sich Foelix an der Ausstattung des kurfürstlichen Jagd- und Lustschlosses Engers. Dort schuf er in den Jahren 1760 bis 1762 einen Zyklus von sechs Ölgemälden mit Jagdmotiven, die ursprünglich zwischen den Türen und Fenstern platziert waren und heute durch Spiegel ersetzt sind. Religiöse Gemälde sind von ihm nur wenige bekannt. So malte er eine „Maria Magdalena im Beichtstuhl“ und ein monumentales 2 × 3 Meter großes Altarbild der Marienkrönung aus dem Jahr 1766. Ursprünglich stammten beide Gemälde aus der Koblenzer Karmeliterkirche. Sie befinden sich seit 1806 in der Pfarrkirche St. Hilarius in Eller an der Mosel. Sechs weitere, lebensgroße Darstellungen der „5 Geheimnisse des Rosenkranzes“ und die „Anbetung der Könige“ befinden sich seit 1996/97 als Dauerleihgabe in der Pfarrkirche St. Josef in Stadtkyll. Vermutlich entstanden sie um 1790. Zwei der Bilder könnten auch von Januarius Zick stammen.
Am 4. April 1769 heiratete er die kurtrierische Hofsängerin Eva Margaretha Anschuez (1739–1814), Tochter des aus Dresden stammenden Trompeters, Musiklehrers, Klavierstimmers und Hoforganisten Franz Caspar Anschuez (1709–1795) und dessen Ehefrau Margaretha (1713–1795). Das Paar hatte zehn Kinder, darunter den Maler Heinrich Foelix (1757–1821). Ab den 1780er Jahren geriet die Familie in wirtschaftliche Not. 1784 beklagte Foelix’ Ehefrau, die noch bis 1794 ein festes Gehalt des kurtrierischen Hofs bezog, die Auftragslosigkeit ihres Ehemannes. Mit dem Untergang Kurtriers und der Besetzung des Linken Rheinufers durch die Armée du Rhin im Ersten Koalitionskrieg verlor Foelix seine adeligen Auftraggeber und seine Frau ihre Anstellung. 1801 musste die Familie, die 1799 noch im Coenenschen Haus in Ehrenbreitstein gelebt hatte, in das ärmste Viertel von Koblenz umziehen.